# Hendrik Weydandt
Hendrik Weydandt (Gehrden, 16 juli 1995) is een Duits voormalig voetballer die doorgaans speelde als spits. Tussen 2014 en 2023 was hij actief voor Germania Egestorf en Hannover 96.

## Clubcarrière
Weydandt speelde in de jeugd van Groß Munzel en kwam in 2014 terecht bij Germania Egestorf. Voor die club maakte hij eenenveertig doelpunten in vier seizoenen, waarna hij aangetrokken werd door Hannover 96, dat hem de kans gaf in de Bundesliga. Zijn professionele debuut voor Hannover maakte de aanvaller op 19 augustus 2018, toen in de DFB-Pokal met 0–6 gewonnen werd van Karlsruher SC. Weydandt mocht van coach André Breitenreiter acht minuten voor tijd invallen voor Niclas Füllkrug, die voor de derde treffer had gezorgd. De andere doelpunten op dat moment kwamen van Kevin Wimmer, Ihlas Bebou en Takuma Asano. Weydandt maakte in de acht minuten waarin hij meespeelde twee doelpunten, op aangeven van Bobby Wood en Matthias Ostrzolek. Zes dagen later maakte hij zijn debuut in de Bundesliga, tegen Werder Bremen. Ditmaal mocht hij een kwartier voor tijd invallen en binnen een minuut opende de aanvaller de score. Uiteindelijk werd het 1–1 door een doelpunt van Theodor Gebre Selassie. Medio 2020 verlengde hij zijn verbintenis bij Hannover tot en met het seizoen 2022/23. Hierna besloot Weydandt op achtentwintigjarige leeftijd een punt te zetten achter zijn actieve loopbaan.

## Clubstatistieken
| Seizoen | Club              | Competitie             | Competitie | Competitie | Beker | Beker | Internationaal | Internationaal | Totaal | Totaal |
| Seizoen | Club              | Competitie             | Wed.       | Dlp.       | Wed.  | Dlp.  | Wed.           | Dlp.           | Wed.   | Dlp.   |
| ------- | ----------------- | ---------------------- | ---------- | ---------- | ----- | ----- | -------------- | -------------- | ------ | ------ |
| 2014/15 | Germania Egestorf | Oberliga Niedersachsen | 16         | 2          | 1     | 0     | —              | —              | 17     | 2      |
| 2015/16 | Germania Egestorf | Oberliga Niedersachsen | 27         | 15         | 5     | 1     | 0              | 0              | 32     | 16     |
| 2016/17 | Germania Egestorf | Regionalliga Nord      | 25         | 12         | 1     | 0     | 0              | 0              | 26     | 12     |
| 2017/18 | Germania Egestorf | Regionalliga Nord      | 31         | 15         | 2     | 1     | 0              | 0              | 33     | 16     |
| 2018/19 | Hannover 96       | Bundesliga             | 28         | 6          | 2     | 2     | —              | —              | 30     | 8      |
| 2019/20 | Hannover 96       | 2. Bundesliga          | 27         | 9          | 1     | 0     | —              | —              | 28     | 9      |
| 2020/21 | Hannover 96       | 2. Bundesliga          | 30         | 4          | 2     | 1     | —              | —              | 32     | 5      |
| 2021/22 | Hannover 96       | 2. Bundesliga          | 30         | 3          | 4     | 0     | —              | —              | 34     | 3      |
| 2022/23 | Hannover 96       | 2. Bundesliga          | 23         | 2          | 1     | 0     | —              | —              | 24     | 2      |
| Totaal  | Totaal            | Totaal                 | 237        | 68         | 19    | 5     | 0              | 0              | 256    | 73     |